# ۱۲۰۱ (میلادی)
۱۲۰۱ (میلادی) هزار و دویست و یکمین سال تقویم میلادی است.

## زادگان
- ۳۰ مه – تیبو دو شامپاین، نویسنده فرانسوی (د. ۱۲۵۳)